# Ubatuba Airport
Ubatuba Airport (engelska: Gastão Madeira Airport) är en flygplats i Brasilien.   Den ligger i kommunen Ubatuba och delstaten São Paulo, i den sydöstra delen av landet, 900 km söder om huvudstaden Brasília. Ubatuba Airport ligger 3 meter över havet.
Terrängen runt Ubatuba Airport är varierad. Havet är nära Ubatuba Airport åt sydost. Närmaste större samhälle är Ubatuba, 0,68 km norr om Ubatuba Airport. 
Runt Ubatuba Airport är det i huvudsak tätbebyggt. Runt Ubatuba Airport är det ganska tätbefolkat, med 155 invånare per kvadratkilometer.